# Marc Rieper
Marc Rieper-Jensen (nacido el 5 de junio de 1968 en Rødovre, Dinamarca) es un futbolista retirado que jugaba en la posición de defensa central. 

## Trayectoria futbolística
Comenzó su carrera jugando por los equipos daneses de AGF Århus y Brøndby IF, luego de lo cual, en 1994, fue a jugar a Inglaterra por el West Ham. En 1997 se fue a jugar al club escocés Celtic F.C., pero luego de un año en dicho club se lesionó y paró de jugar a comienzos de 1998. Jugó un total de 61 encuentros y anotó dos goles por Dinamarca, primero como compañero en la defensa de Lars Olsen y luego con Jes Høgh de manera más eficiente durante la Eurocopa de naciones jugada en 1996 y en la Copa Mundial de Fútbol de 1998. 

## Retiro
Luego de su retiro, en el 2001 trabajó en el club Danés AGF Århus como asistente del entrenador, y mediante sus conexiones con el Celtic se trajeron varios jugadores de su equipo de reserva al AGF Århus, incluyendo a Liam Miller. Como el entrenador John Stampe fue despedido en el 2002, Rieper salió del club. Actualmente es dueño de un bar en la ciudad danesa de Aarhus.

## Clubes
| Club            | País       | Año         | Partidos | Goles |
| Aarhus GF       | Dinamarca  | 1988 - 1992 | 85       | 3     |
| Brøndby IF      | Dinamarca  | 1992 - 1994 | 93       | 3     |
| West Ham United | Inglaterra | 1994 - 1997 | 90       | 5     |
| Celtic FC       | Escocia    | 1997 - 1998 | 37       | 2     |

## Honores
Brøndby IF
- Copa de Dinamarca: 1994

Celtic FC
- Primera División de Escocia: 1997-98